# عصب فكي لامي

العصب الفكيّ اللاميّ هو العصب الذي يغذّي العضلة الفكيّة اللاميّة والبَطن الأَمامِيّ للعضلَةِ ذاتِ البَطنين.

## البناء
يتفرع العصب الفكيّ اللاميّ من العصب السنخيّ السفليّ (فرع من عصب الفك السفليّ؛ الجزء الثالث من العصب الثلاثي التوائم) بالضبط قبل دخوله ثقب الفك السفليّ.
ينزل هذا العصب في التَّلَم الموجود في السطح العميق لرأد الفك السفليّ، ويصل تحت سطح العضلة الفكيّة اللاميّة، وهو يغذّي العضلة الفكيّة اللاميّة والبَطن الأَمامِيّ للعضلَةِ ذاتِ البَطنين.

## صور إضافيّة

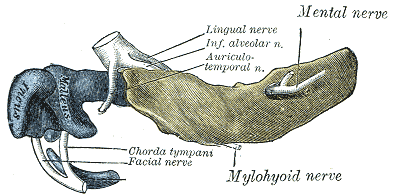
الجزء الخارجيّ من الفك السفليّ لجنين الإنسان؛ طوله 24 مم.
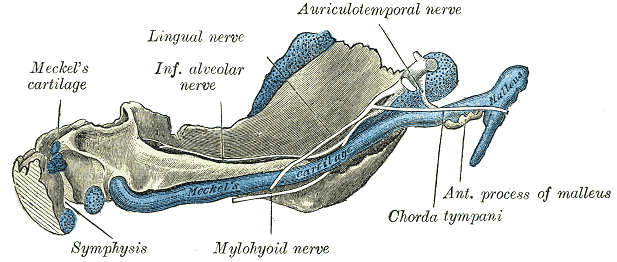
الجزء الداخليّ من الفك السفليّ لجنين الإنسان؛ طوله 95 مم نواة الغضروف المرقّط led.
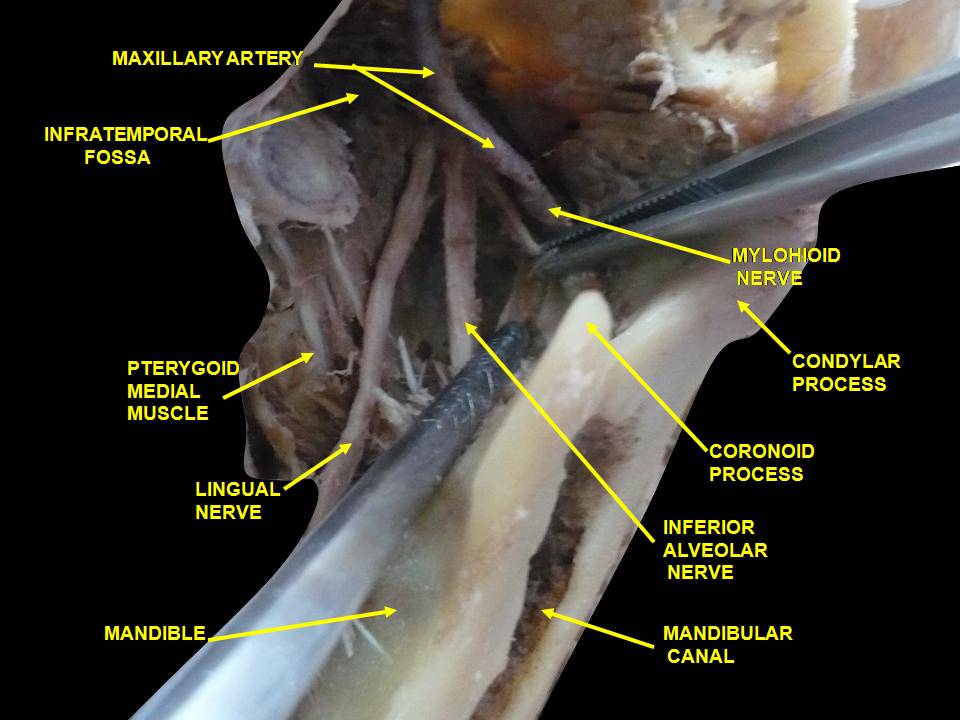
صورة جانبيّة أماميّة للحفرة تحت الصُّدغ. العصب السنخّي السفليّ واللسانيّ. تشريح عميق.

## روابط خارجية
- صور تشريحية:27:09-0102 في مركز داونستيت الطبي التابع لجامعة نيويورك - "Infratemporal Fossa: The Inferior Alveolar Nerve and the Vessels"
- GrossAnatomy/h_n/cn/cn1/cnb3.htm في موقع (MedEd) التابع لجامعة لويولا.
- درسٌ تشريحي حول lesson4 مُعدٌ بواسطة ويسلي نورمان (جامعة جورجتاون). (mandibularnerve)
- درسٌ تشريحي حول cranialnerves مُعدٌ بواسطة ويسلي نورمان (جامعة جورجتاون). (V)